# Tính bốc đồng

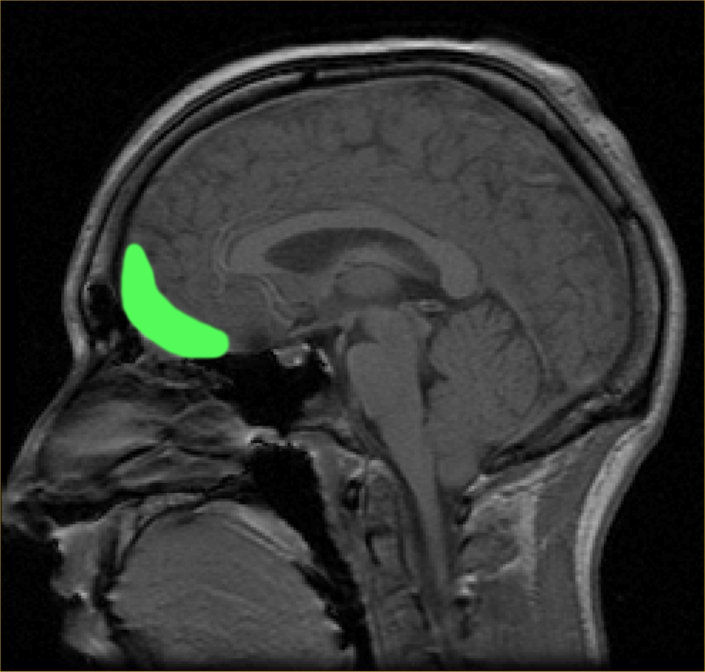
Vỏ não Orbitofrontal, một phần của vỏ não trước trán hình thành nên việc đưa ra quyết định.

Trong tâm lý học, tính bốc đồng được định nghĩa là xu hướng hành động, thực hiện hành vi dựa trên một ý tưởng vừa nảy ra mà ít hoặc không suy tính trước hay không cân nhắc đến hậu quả. Các hành vi bốc đồng thường "nông nổi, thiếu chín chắn, mang lại nhiều rủi ro và gây ra những hậu quả không mong muốn". Tính bốc đồng có thể được phân loại theo một cấu trúc đa yếu tố. Bốc đồng có thể được coi là đem lại lợi ích trong một số trường hợp, nhất là các tình huống không cần suy tính nhiều mà vẫn đem lại kết quả mong đợi. "Khi những hành động này mang lại kết quả tốt, nó thường không được coi là dấu hiệu của tính bốc đồng, mà là biểu hiện của sự táo bạo, nhanh nhạy, can đảm và độc đáo". Do đó, tính bốc đồng thường bao gồm ít nhất hai yếu tố: đầu tiên, hành động mà không có sự cân nhắc thỏa đáng, điều này có thể tốt hoặc xấu; và thứ hai, lựa chọn lợi ích ngắn hạn thay vì dài hạn.
Tính bốc đồng vừa là một khía cạnh của tính cách vừa là triệu chứng chính của các rối loạn tâm thần, như rối loạn tăng động giảm chú ý, rối loạn sử dụng chất gây nghiện, rối loạn lưỡng cực, rối loạn nhân cách chống xã hội, và rối loạn nhân cách ranh giới. Mô hình không bình thường của tính bốc đồng cũng được ghi nhận trong các trường hợp chấn thương sọ não và các bệnh thoái hóa thần kinh. Kết quả nghiên cứu sinh học thần kinh cho thấy có những vùng não cụ thể liên quan đến hành vi bốc đồng, mặc dù các mạng lưới não hay di truyền cũng có thể góp phần vào hình thành nên hành vi bốc đồng.
Có nhiều hành động bao gồm cả hành vi bốc đồng và cưỡng chế, nhưng tính bốc đồng và cưỡng chế khác biệt nhau về mặt chức năng. Tính bốc đồng và cưỡng chế có liên quan đến nhau ở việc một người thường thể hiện hành động thiếu chín chắn hoặc không suy nghĩ trước và kết quả thường là dẫn đến các kết quả xấu. Cưỡng chế có thể là một chuỗi liên tục với cưỡng chế ở đầu này và đầu kia là bốc đồng. Hành vi cưỡng chế xảy ra để đáp lại mối đe dọa hoặc rủi ro, hành vi bốc đồng xảy ra để đáp lại lợi ích trước mắt hay lợi ích tức thời, và, trong khi cưỡng chế liên quan đến các hành động lặp đi lặp lại, thì bốc đồng liên quan đến các phản ứng ngoài dự tính.